# Maurizio Calvesi (saggista)
Maurizio Calvesi (Roma, 18 settembre 1927 – Roma, 24 luglio 2020) è stato un saggista, storico dell'arte e funzionario italiano.
Professore emerito nell'Università di Roma La Sapienza, socio nazionale dell'Accademia dei Lincei e dell'Accademia Clementina di Bologna, era considerato uno dei più autorevoli storici dell'arte novecentesca in Italia.
Curò diverse mostre e scrisse numerosi saggi e articoli sulla storia dell’arte del Rinascimento, del Barocco e del XX secolo.

## Biografia
Nel 1949 si laureò presso l'Università di Roma La Sapienza con Lionello Venturi, con una tesi sull'artista Simone Peterzano, maestro di Caravaggio. Dal 1955 prestò servizio alla Soprintendenza di Bologna. Diresse la Pinacoteca nazionale di Ferrara, poi la Galleria nazionale d'arte moderna e contemporanea di Roma e successivamente la Calcografia Nazionale di Roma. Nel biennio 1964-65 fu borsista Fulbright. Tra il 1970 e il 1976 fu professore di storia dell'arte all'Università di Palermo e dal 1976 al 2002 ordinario di storia dell'arte moderna nell'Università di Roma La Sapienza, dove diresse l'istituto di storia dell'arte e in seguito, fino al 2002, il dipartimento di storia dell'arte.
Tra il 1979 e il 1982 fece parte del consiglio direttivo della Biennale di Venezia. Nel 1984 e nel 1986 curò, insieme a Marisa Vescovo, la sezione "arti visive" della XLI e della XLII Biennale d'arte di Venezia. Dal 1992 al 2001 ricoprì la carica di presidente del Comitato per i beni artistici e storici al Consiglio nazionale per i beni culturali, dirigendo, dal 1993 al 2000, il Museo laboratorio d'arte contemporanea dell'Università di Roma La Sapienza. Dal 2001 al 2013 curò la Collezione Farnesina, raccolta d'arte del XX secolo del Ministero degli Affari Esteri, e fino al 2014 ha presieduto la Fondazione Burri.
Dal 2005 fu direttore della Fondazione Mastroianni. Collaborò con diverse testate giornalistiche quali La Repubblica e fu titolare della rubrica d'arte del settimanale L'Espresso e dal 1972 al 1978 del Corriere della Sera. Tra il 1986 e il 2001 fu direttore del mensile Art e Dossier e successivamente della rivista Ars. Diresse anche la rivista Storia dell'Arte. Di questa storica rivista, fondata nel 1969 da Giulio Carlo Argan, Calvesi fu, nel tempo, redattore, direttore e co-editore, insieme con la moglie Augusta Monferini.

## Campo di studi

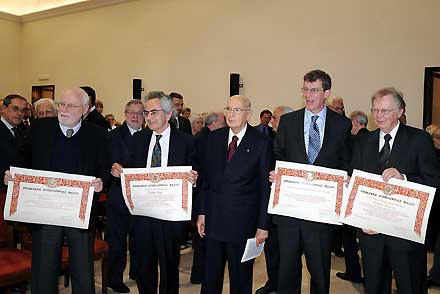
Maurizio Calvesi, il primo da sinistra, tra i vincitori del Premio Balzan 2008, insieme al Presidente Giorgio Napolitano.

Nel 1965, all'inizio della sua carriera si occupò dei fratelli Carracci, del Barocco leccese (1966) e di Caravaggio. Nella seconda metà degli anni 1960 contribuì con i suoi studi alla rivalutazione del Futurismo italiano: sua la definizione poema-spartito per descrivere le opere radiofoniche di Filippo Tommaso Marinetti. La sua ricerca storico-critica si mosse secondo linee innovative e spesso polemiche. Rilevanti i suoi studi sulle simbologie alchemiche nell'arte, applicate poi allo studio di diversi artisti, anche del Novecento come Marcel Duchamp.
Fu fra i primi ad interessarsi della neo-avanguardia e di artisti contemporanei come Afro Basaldella, Vasco Bendini, Alberto Burri, Mario Ceroli, Jannis Kounellis, Pino Pascali, Mario Schifano, Omar Galliani, Gian Ruggero Manzoni e Stefano Di Stasio. Rigettò la tradizionale attribuzione della Hypnerotomachia Poliphili (opera visuale e testuale pubblicata da Aldo Manuzio nel 1499) al domenicano veneziano Francesco Colonna, proponendo al suo posto quella a Francesco Colonna di Palestrina, patrizio romano. L'attribuzione riscosse adesioni entusiastiche ma anche aspre critiche, e la paternità dell'opera resta dunque ancora discussa.

## Opere

### Saggistica
- Roberto Melli, Roma, De Luca Editore, 1954.
- Vasco Bendini, in Commentari n. 1, anno X, Roma, De Luca Editore, 1959.
- Le arti in Vaticano, Milano, Skira, 1961.
- Vasco Bendini, (con Francesco Arcangeli). Roma, Quaderni dell'Attico n. 4, 1963.
- Le incisioni dei Carracci, C.E.A.C., 1965.
- Tabù e trasgressione, disegni di Vasco Bendini, Bologna, Edizioni Alfa, 1966.
- Le due avanguardie. Dal futurismo alla Pop Art, Milano, Lerici Editori, 1966; Bari, Laterza, II ed. 1970 - VII ed. 2008, ISBN 88-420-1904-6.
- Dinamismo e simultaneità nella poetica futurista, (vol. V de L'Arte Moderna), Milano, Fratelli Fabbri Editori, 1967.
- Il Futurismo, Milano, Fabbri Editori, 1970.
- Alberto Burri, Fabbri, Milano, 1971.
- Duchamp invisibile. La costruzione del simbolo, Roma, Officina Edizioni, 1975.
- Avanguardia di massa. Milano, Feltrinelli, 1978.
- Vasco Bendini, Napoli, Edizioni Lo Spazio, 1978.
- Il sogno di Polifilo prenestino, Roma, Officina Edizioni, 1980.
- La Metafisica schiarita, Milano, Feltrinelli, 1982. ISBN 88-07-22503-4.
- Le realtà del Caravaggio, Torino, Einaudi, 1990. ISBN 88-06-11710-6.
- La Melanconia di Albrecht Dürer, Torino, Einaudi, 1993, ISBN 978-88-06-12686-5.
- Piero della Francesca, Milano, Arnoldo Mondadori Editore, 1998. ISBN 88-04-56632-9.
- La “Pugna d'amore in sogno” di Francesco Colonna romano, Lithos Editrice, 1996. ISBN 88-86584-06-7.
- Storia della seduzione, Palermo, Sellerio, 2000. ISBN 88-389-1561-X.
- Gli incantesimi di Bomarzo. Il Sacro Bosco tra arte e letteratura, Milano, Bompiani, 2000. ISBN 978-88-452-4519-0.
- Tra aria e fuoco, in Umberto Buscioni. Quel che resta è la pittura, Carlo Cambi Editore, Poggibonsi 2008. ISBN 9788864030036
- Un'estetica del Simbolo tra arte e alchimia. Duchamp Invisibile, Maretti Editore, 2016. ISBN 9788898855612

### Volumi collettivi
- Enrico Prampolini, a cura di Palma Bucarelli e Maurizio Calvesi, De Luca editore, Roma, 1961
- Pino Pascali. Nuove sculture, (con Alberto Boatto), Roma, Edizioni L'Attico, ottobre 1966.
- Architettura barocca in Terra d'Otranto, (con M. Manieri Elia), Carlo Bestetti Edizioni, 1972, ISBN 978-600-07-6172-1.
- Cento anni di arte italiana alla Farnesina, (con Lorenzo Canova), Roma, Pubblicazione della Presidenza del Consiglio dei ministri, Istituto Poligrafico e Zecca dello Stato, 2006.
- 20 Maestri della Collezione Farnesina (Edizione in italiana).[10] Farnesina Collection. Contemporary art exhibition in Malpensa (Edizione in inglese), (con Lorenzo Canova). Siena, Carlo Cambi Editore, 2007. ISBN 978-88-88482-72-9.
- Collezione Farnesina Experimenta, (con Lorenzo Canova, Marco Meneguzzo, Marisa Vescovo).[11] Roma, Gangemi Editore, 2008. ISBN 88-492-1486-3.
- M. Calvesi (con Bruno Corà), Collezione Burri, Ali&no, Perugia, 2011, ISBN 978-88-6254-074-2

## Premi e riconoscimenti
- Nel 1990 gli è stato conferito il Premio Viareggio per il saggio monografico La realtà di Caravaggio.[12]
- Nel 2004 ha vinto il Premio Morassi per la storia dell'arte, conferito per il libro Gli incantesimi di Bomarzo. Il sacro bosco tra arte e letteratura (Bompiani, 2000).[13]
- Nel 2008 ha vinto il Premio Balzan, per lo straordinario lavoro svolto nel campo della storia dell'arte visiva moderna e contemporanea, che ha contribuito sia a una migliore comprensione della natura e dello sviluppo del modernismo sia allo studio dell'origine delle nuove tendenze dell'arte moderna.[14]